# Dorothea Bleek
Dorothea Bleek (Ciudad del Cabo, 26 de marzo de 1873-Plumstead, 27 de junio de 1948), fue una antropóloga, lingüista y filósofa sudafricana. 

## Biografía
Hija de Jemima Lloyd y Wilhelm Bleek, antropólogo y lingüista. La «Colección Blake» realizada por padre e hija forma parte de la patrimonio documental propuesto por Sudáfrica en 1997. La colección contiene investigaciones sobre la lengua y el folclore de los san (bosquimanos), así como álbumes de fotografías.